# Micuța domnișoară
Micuța domnișoară (Sinhá Moça) este o telenovelă braziliană din 2006, difuzată în România de canalul Acasă TV.

## Distribuție
| Débora Falabella    | Sinhá Moça (Maria das Graças Ferreira Fontes) |
| Danton Mello        | Rodolfo Garcia Fontes                         |
| Osmar Prado         | Coronel José Ferreira (Barão de Araruna)      |
| Patrícia Pillar     | Cândida Ferreira (Baronesa de Araruna)        |
| Vanessa Giácomo     | Juliana                                       |
| Eriberto Leão       | Dimas (Rafael)                                |
| Bruno Gagliasso     | Ricardo Garcia Fontes                         |
| Ísis Valverde       | Ana do Véu (Ana Luísa Maria Teixeira)         |
| Carlos Vereza       | Augusto                                       |
| Reginaldo Faria     | Dr. Geraldo Fontes                            |
| Humberto Martins    | Feitor Bruno                                  |
| Caio Blat           | Mário                                         |
| Oscar Magrini       | Manoel Teixeira                               |
| José Augusto Branco | Dr. João Amorim                               |
| Alexandre Moreno    | Justino                                       |
| Maurício Gonçalves  | Capitão-do-Mato (Justo Filho)                 |
| Alexandre Rodrigues | Bentinho                                      |
| Sérgio Menezes      | Fulgêncio                                     |
| Zezé Motta          | Bá (Virgínia)                                 |
| Othon Bastos        | Coutinho                                      |
| Elias Gleiser       | Frei José                                     |
| John Herbert        | Viriato                                       |
| Edwin Luisi         | Antônio Pereira Martinho                      |
| Lu Grimaldi         | Inez Garcia Fontes                            |
| Jackson Antunes     | Delegado Antero                               |